# Zong Qinghou
Zong Qinghou (cinese semplificato: 宗慶後; pinyin: Zōng Qìnghòu; Suqian, 16 novembre 1945 – Hangzhou, 25 febbraio 2024) è stato un imprenditore cinese.
Fu fondatore, presidente e direttore generale della Hangzhou Wahaha Group, la più grande azienda di bevande in Cina. Fino alla morte fu l'ottantaseiesimo uomo più ricco del mondo e uomo più ricco della Cina (esclusa Hong Kong), con ricchezza pari a 11,6 miliardi di dollari. Zong fu un delegato del Congresso nazionale del popolo.

## Biografia
Nato in una modesta famiglia a Suqian il 16 novembre 1945, lavorò inizialmente in una miniera di sale a Zhoushan e successivamente si occupò di lavori di manutenzione in una scuola a Hangzhou, per via del suo basso livello di educazione. 
Nel 1987 cominciò a lavorare in un piccolo negozio di bevande e latte e in breve tempo, raccolta la somma di 140.000 RMB da conoscenti e membri della scuola in cui aveva lavorato, cominciò l'attività di produzione per bevande di latte.
Ottenne indipendenza da un iniziale socio statale attraverso un'unione con la Danone. La WHH entrò in piena cooperazione con la Danone attraverso l'investimento di 70 milioni di dollari in cinque diverse società miste, in cambio del 51% della proprietà a Danone. L'accordo del 1997 diede alle società miste diritti esclusivi sulla produzione, distribuzione e vendita dei prodotti sotto il marchio della Wahaha.
Nel 2007 la collaborazione salì a 39 associazioni in partecipazione. Tuttavia la collaborazione saltò nel 2007 quando Danone accusò la WHH di operare con compagnie parallele d'identici prodotti, senza rispettare i contratti stipulati. La Danone e la WHH raggiunsero una soluzione attraverso lo scioglimento del partenariato.
Morì a Hangzhou il 25 febbraio 2024 all'età di 78 anni.